# Acacia paraensis
Acacia paraensis é uma espécie de leguminosa do gênero Acacia, pertencente à família Fabaceae.